# Hyporhamphus rosae
Hyporhamphus rosae är en fiskart som först beskrevs av Jordan och Gilbert, 1880.  Hyporhamphus rosae ingår i släktet Hyporhamphus och familjen Hemiramphidae. IUCN kategoriserar arten globalt som otillräckligt studerad. Inga underarter finns listade i Catalogue of Life.